# Microprofessor III
O Microprofessor III (MPF III), lançado em 1983, foi o terceiro microcomputador produzido pela Acer (então conhecida como Multitech) e um dos primeiros clones do Apple IIe, embora o acréscimo de algumas funções na ROM e a adoção de rotinas gráficas diferentes não tornassem o micro inteiramente compatível com a máquina da Apple Computer. Além disso, o design escolhido denota a influência das linhas do IBM PC.
Como seu antecessor, o MPF II, alguns modelos do MPF III possuíam uma versão do Applesoft BASIC em chinês.
Utilizando uma placa de expansão Z80, o MPF III podia executar o SO CP/M, o que ampliava consideravelmente a biblioteca de programas disponíveis para a máquina (outrossim, prejudicada por sua compatibilidade não integral com o IIe).

## Características
| UCP           | MOS Technology 6502 em 1 MHz |
| RAM           | 64 KiB (padrão) |
| SRAM          | 2 KiB |
| ROM           | 24 KiB |
| Teclado       | mecânico, 90 teclas, teclado numérico reduzido |
| Display       | texto: 40x24 e 80x24 (com cartão de 80 colunas); gráfico: 40x48 (16 cores), 280x192 (6 cores)                                                                         |
| Som           | alto-falante embutido |
| Portas        | 1 saída para TV, 1 porta paralela, 1 conector para monitor de vídeo RGB, 1 conector para joystick, interface de cassete, 1 conector de cartucho e 6 slot de expansão. |
| Armazenamento | 2 drives de 5" 1/4, 140 KiB cada |